# Zielpunkthöhe
Die Zielpunkthöhe ist ein vermessungstechnischer Fachbegriff und bezieht sich auf die Höhe eines mit einem Theodolit oder Tachymeter angezielten Punktes. Der Punkt, auf dem das Messgerät steht, wird als Instrumentenstandpunkt bezeichnet, die Punkte, die von dort aus erfasst werden, sind Zielpunkte. Diese Unterscheidung ist für die Auswertung der Messdaten einer Vermessung wichtig. Bei heutigen Messgeräten mit  automatischem Datenfluss werden die Zielpunkte mittels Code definiert.
Gelegentlich wird der Begriff Zielpunkthöhe auch nur für die Retroreflektorhöhe auf dem Reflektorstab oder die Zielhöhe auf der Nivellierlatte verwendet.

## Aufnahmeverfahren
Von einem Standpunkt können beliebig viele Zielpunkte gemessen werden. Ein modernes Instrument (Tachymeter, digitales Nivelliergerät) erfasst diese Punkte als Rohdaten in einem internen Koordinatensystem, dessen Nullpunkt im Schnittpunkt der vertikalen Stehachse und der horizontalen Kippachse des Geräts liegt. Um die Zielpunkthöhe, also die Z-Koordinate des Punktes, zu berechnen, müssen zusätzlich einmalig der vertikale Abstand der Kippachse des Gerätes vom vermarkten Bodenpunkt (Kippachsen- oder Instrumentenhöhe) und bei jedem Zielpunkt die vertikale Signalhöhe (Reflektorhöhe) im Zielpunkt notiert bzw. gespeichert werden, um folgende Berechnung durchzuführen:
{\displaystyle H_{\mathrm {ZP} }\;=H_{\mathrm {SP} }+H_{\mathrm {KA} }+H-H_{\mathrm {S} }}
| HZP | = Zielpunkthöhe    |
| HSP | = Standpunkthöhe   |
| HKA | = Kippachsenhöhe   |
| H   | = Höhenunterschied |
| HS  | = Signalhöhe       |

Die Lagekoordinaten (X- und Y-Koordinaten), Höhe (Z-Koordinate) und Richtungsorientierung des Standpunktes müssen nicht schon während der Messung bekannt sein, sie können auch nachträglich rechnerisch bestimmt werden, wenn zusätzlich Zielpunkte bzw. Festpunkte in die Messung einbezogen werden, deren Koordinaten (X/Y/Z) bekannt sind. Die internen Koordinaten werden durch  Transformation in das Bezugskoordinatensystem umgerechnet. Die Transformationskonstanten gelten somit für alle Zielpunkte, die von einem Standpunkt aus gemessen wurden.

## Auswertung
Nach der Berechnung der Zielpunktkoordinaten ist im Tachymeter eine Unterscheidung zwischen Standpunkten und Zielpunkten nicht mehr erforderlich. Sie dient lediglich dazu, bei der Auswertung Datengruppen zu bilden, die den aktuellen Transformationskonstanten eines Standpunktes zugeordnet sind. Explizit müssen bei sequentieller Speicherung der Daten jedoch nur die Standpunkte gekennzeichnet sein. Zielpunkte sind alle folgenden Datensätze bis zur nächsten Standpunkteingabe oder dem Ende der Datei beim letzten Standpunkt. Nach der Auswertung der Vermessungsdaten sind alle Punkte im Sinne der Punktdatenverwaltung gleichwertig, da sie in einem einheitlichen Bezugssystem vorliegen.